# Crema de Manresa
La Crema de Manresa (13 d'agost de 1713) és un incendi provocat a de la ciutat de Manresa en el marc de la Guerra dels catalans (Guerra de Successió Espanyola). La crema va ser executada pel general José de Armendáriz y Perurena i pel Conde de Montemar amb ordres expresses del Duc de Pòpuli, que buscava exemplificar la repressió de les tropes borbòniques i estendre el terror per tal d'obtenir la capitulació dels pobles de la Catalunya central. L'incendi es va produir només tres setmanes després de l'inici del Setge de Barcelona.
La ciutat de Manresa havia donat suport als borbònics però va canviar de bàndol en presentar-se a la ciutat el coronel austriacista Josep de Peguera amb 60 cavalls demanant la mobilització de la ciutat, de la qual sortiren 400 voluntaris capitanejats per Joan Sobrebals. En assabentar-se'n el Duc de Pòpuli va enviar 4000 soldats a represaliar la ciutat. Tot i que sembla que inicialment només pretenia cremar les cases dels austriacistes, l'incendi es va descontrolar i va acabar afectant 522 cases i prop de la meitat de la ciutat.
L'incendi va deixar ensorrada la Plaça Major, el carrer de Sant Miquel, el carrer de Sobrerroca, el raval de Sant Andreu, el carrer de la Codinella, el carrer de Santa Llúcia, el carrer de Galceran Andreu, el carrer del Carme, i l'església del Carme, entre d'altres. El mateix dia els borbònics cremaven també el nucli de Salelles.